# Вјале Бенедето Кроче (Асти)
Вјале Бенедето Кроче је насеље у Италији у округу Асти, региону Пијемонт.
Према процени из 2011. у насељу је живело 26 становника. Насеље се налази на надморској висини од 151 м.